# Toivo Suursoo
Toivo Suursoo (* 13. November 1975 in Tallinn, Estnische SSR) ist ein ehemaliger estnischer Eishockeyspieler, der mit Herning Blue Fox zweimal dänischer Eishockeymeister wurde.

## Karriere
Toivo Suursoo begann seine Karriere als Eishockeyspieler in seiner estnischen Heimat, in der er von 1990 bis 1993 für LNSK Narva, Tallinna JSK und Kreenholm Narva aktiv war. Anschließend wurde er von Krylja Sowetow Moskau unter Vertrag genommen, für das er drei Jahre lang in der russischen Superliga auflief. In diesem Zeitraum wurde er zudem im NHL Entry Draft 1994 in der elften Runde als insgesamt 283. Spieler von den Detroit Red Wings ausgewählt, für die er allerdings nie spielte. Stattdessen absolvierte der Angreifer in der Saison 1994/95 zehn Partien für Krylja Sowetow, das als Soviet Wings in der International Hockey League antrat, wobei er vier Scorerpunkte, darunter drei Tore, erzielte.
Im Sommer 1996 wurde Suursoo von TPS Turku aus der finnischen SM-liiga verpflichtet, mit dem er in der Saison 1996/97 Vizemeister wurde und die European Hockey League gewann. Von 1998 bis 2000 stand der Este bei den Malmö Redhawks in der schwedischen Elitserien unter Vertrag. zudem absolvierte er in diesem Zeitraum auf zwei Einsätze für die Adirondack Red Wings in der American Hockey League. Nach einer Spielzeit bei den Cincinnati Mighty Ducks in der AHL, spielte der estnische Nationalspieler in der Saison 2001/02 für Luleå HF in der Elitserien. Daraufhin wechselte er zu deren Ligarivalen und gleichzeitig seinem Ex-Club Malmö Redhawks, den er nach eineinhalb Jahren im Laufe der Saison 2003/04 verließ, um für Neftechimik Nischnekamsk auf Torejagd zu gehen.
Im Sommer 2004 unterschrieb Suursoo bei den Herning Blue Fox aus der dänischen AL-Bank Ligaen, mit denen er in der folgenden Spielzeit erstmals Dänischer Meister wurde. Daraufhin spielte er zwei Jahre lang in der belarussischen Extraliga für den HK Riga 2000 und den HK Keramin Minsk, wobei er mit Minsk in der Saison 2006/07 Vizemeister wurde. In der gleichen Spielzeit erzielte der Flügelspieler in 19 Spielen insgesamt sieben Scorerpunkte, darunter drei Tore, für Amur Chabarowsk in der russischen Superliga. Für die Saison 2007/08 kehrte Suursoo zu seinem dänischen Ex-Club Herning Blue Fox zurück, mit dem er erneut die nationale Meisterschaft gewinnen konnte. Nachdem der Routinier die Saison 2008/09 beim amtierenden belarussischen Meister HK Keramin Minsk begonnen hatte, wechselte er kurz vor Saisonende zu IF Troja-Ljungby in die HockeyAllsvenskan, die zweithöchste schwedische Spielklasse.
Die Saison 2009/10 begann Suursso in seiner Heimat bei Välk-494 Tartu, das er jedoch nach einem Tor in nur einem Spiel bereits wieder verließ und die gesamte restliche Spielzeit beim IK Oskarshamn in der HockeyAllsvenskan zu verbringen. Die Saison 2010/11 begann der estnische Nationalspieler bei den Swindon Wildcats in der English Premier Ice Hockey League, in der er in 24 Spielen 22 Scorerpunkte, davon 13 Tore, erzielte. Im Dezember 2010 wurde er vom Mörrums GoIS IK aus der dritten schwedischen Spielklasse, der Division 1, verpflichtet. Zur Saison 2011/12 unterschrieb er einen Vertrag beim Lyon Hockey Club aus der Division 1, der zweiten französischen Spielklasse. Für die Franzosen absolvierte er jedoch nur fünf Partien, ehe er bereits im Oktober 2011 zu den Kongsvinger Knights aus der 1. divisjon, der zweiten norwegischen Spielklasse, wechselte.

### International
Für Estland nahm Suursoo an den Weltmeisterschaften der Division I 2003, 2007 und 2011 teil.

## Erfolge und Auszeichnungen
- 1997 Finnischer Vizemeister mit TPS Turku
- 1997 European-Hockey-League-Gewinn mit TPS Turku
- 2005 Dänischer Meister mit den Herning Blue Fox
- 2007 Belarussischer Vizemeister mit dem HK Keramin Minsk
- 2008 Dänischer Meister mit den Herning Blue Fox

## Statistik
(Stand: Ende der Saison 2011/12)